# Xylophanes thyelia
Xylophanes thyelia là một loài bướm đêm thuộc họ Sphingidae.

## Phân phát
Nó được tìm thấy ở México through Trung Mỹ to Venezuela, Colombia, Ecuador và Peru và xa hơn về phía nam vào Bolivia, Paraguay và Argentina.

## Miêu tả

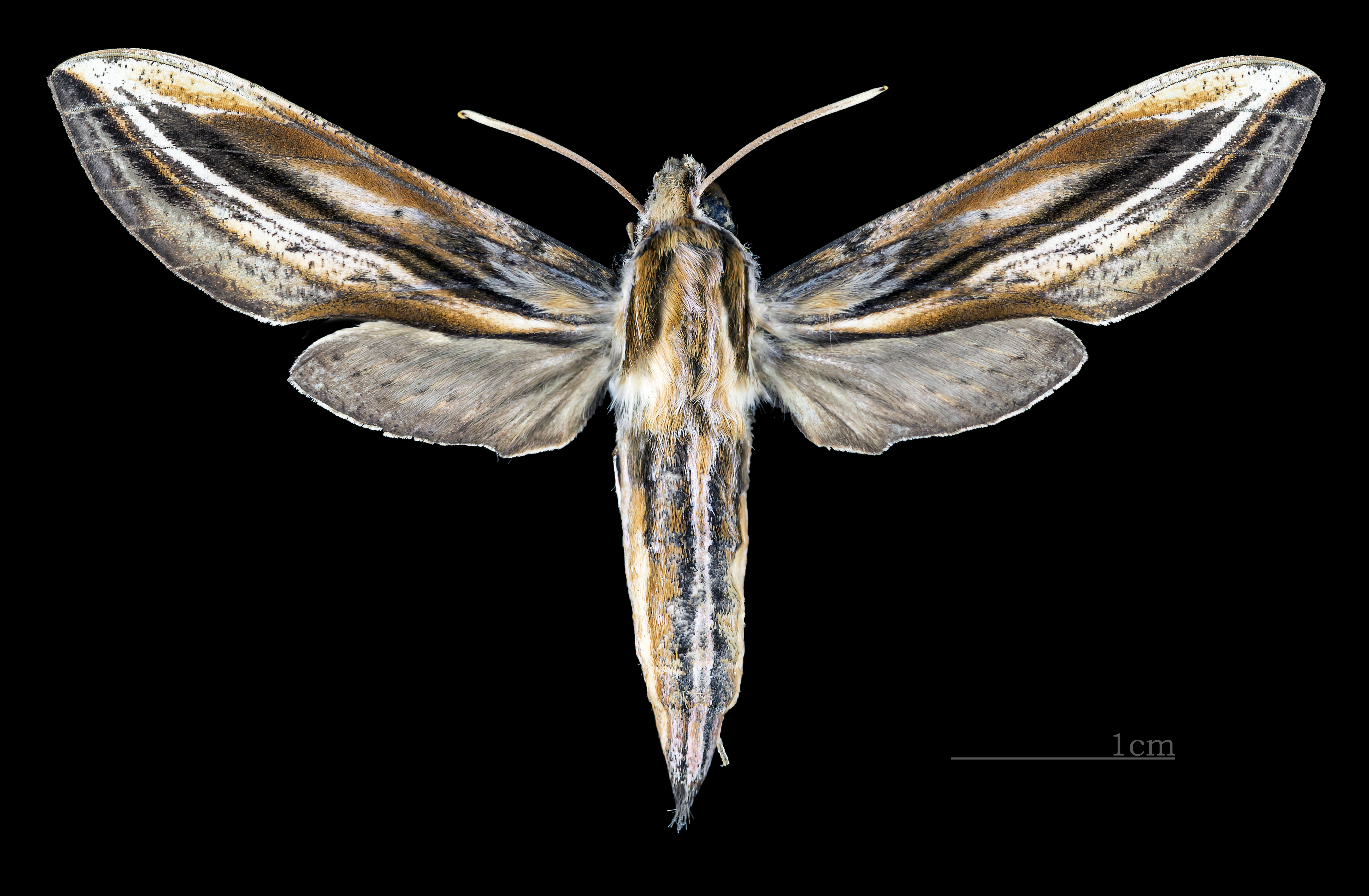
♀
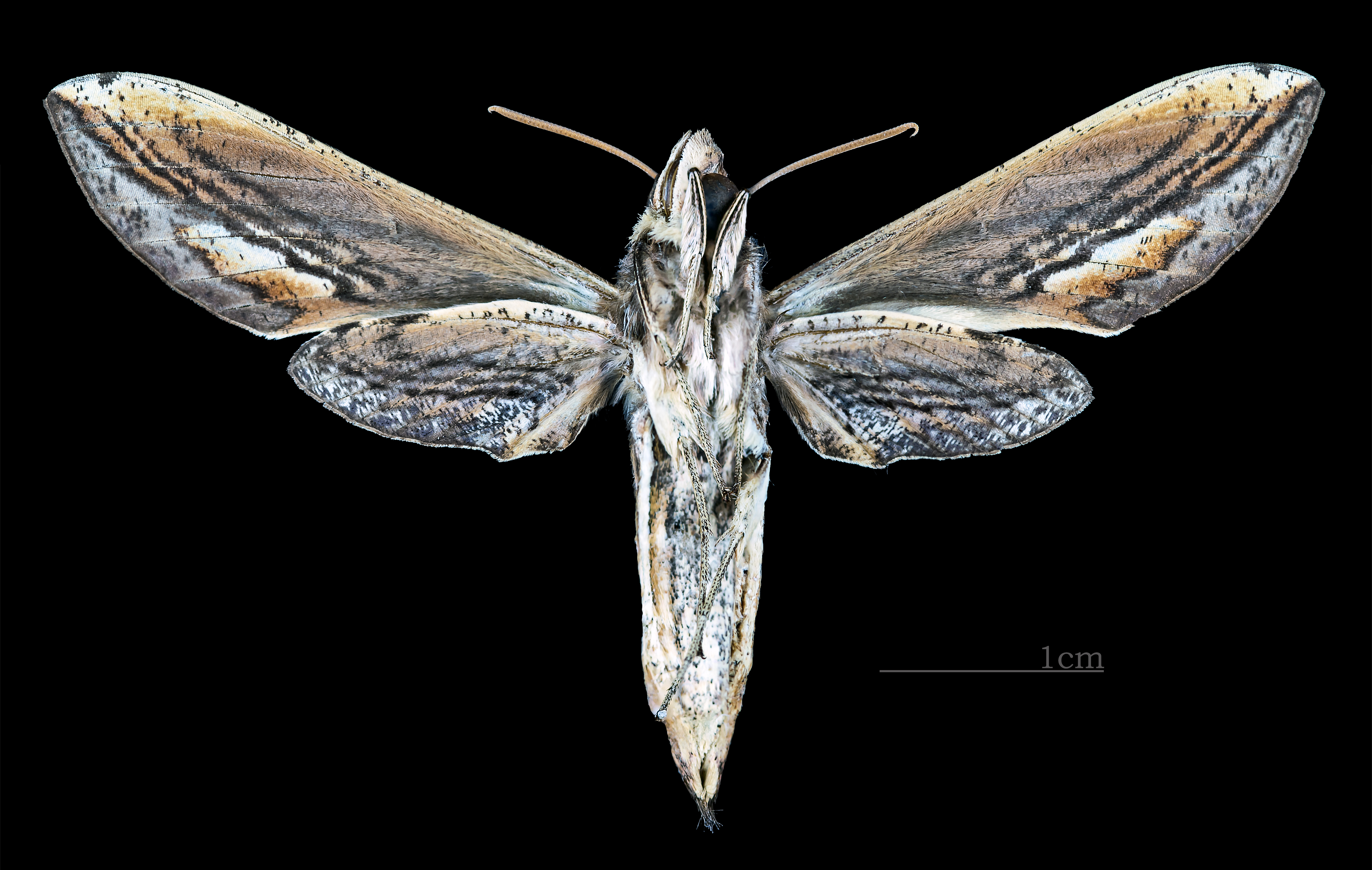
♀ △

Sải cánh dài 53–54 mm. Nó tương tự như Xylophanes ceratomioides nhưng nhỏ hơn.

## Sinh học
Con trưởng thành bay quanh năm.

## Phụ loài
- Xylophanes thyelia thyelia (Mexico qua miền trung America to Venezuela, Colombia, Ecuador và Peru và further phía nam inđến Bolivia, Paraguay và Argentina)
- Xylophanes thyelia salvini (Druce, 1878) (Mexico, Guatemala và Belize)

## Hình ảnh

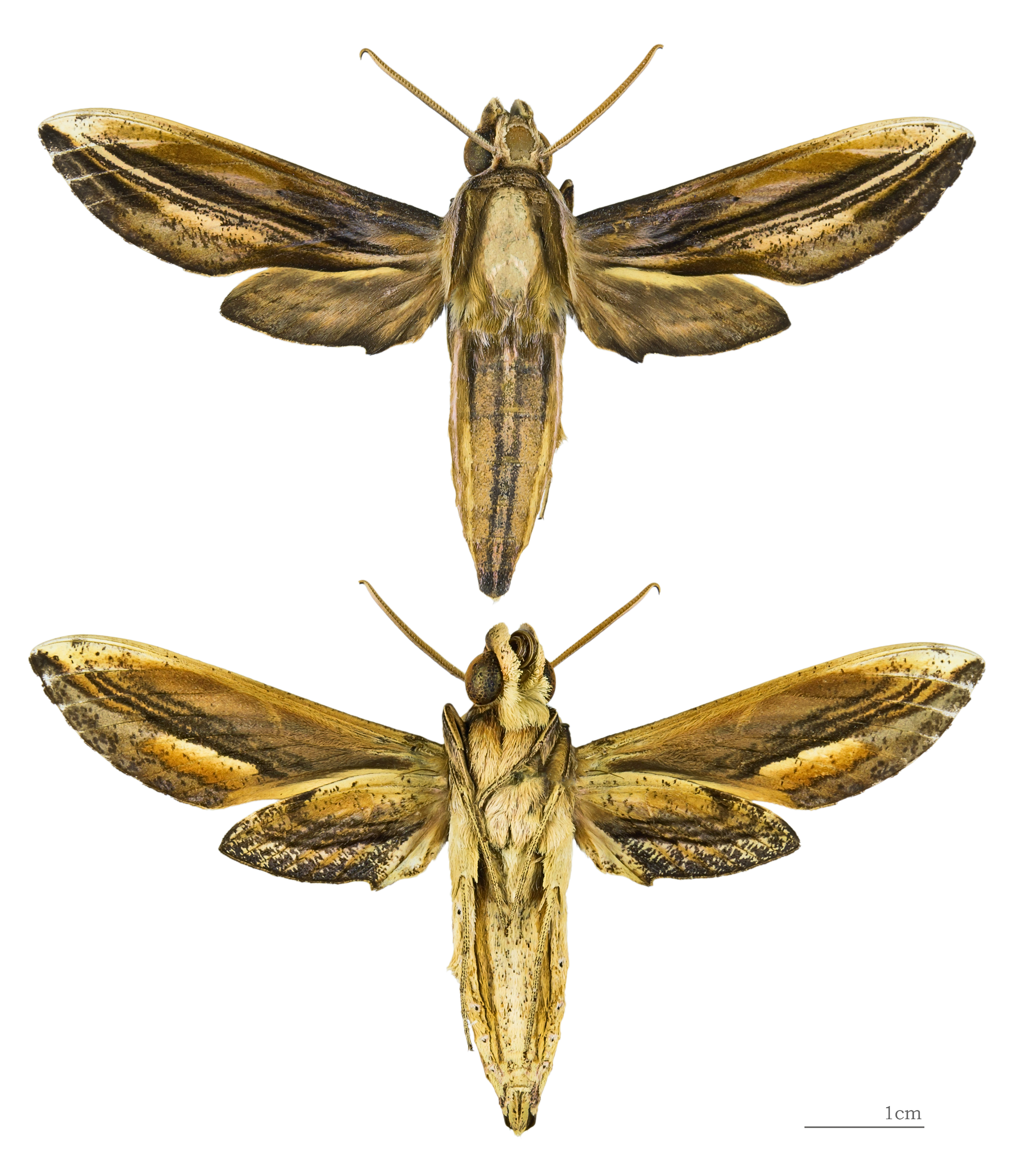